# 四礵列島

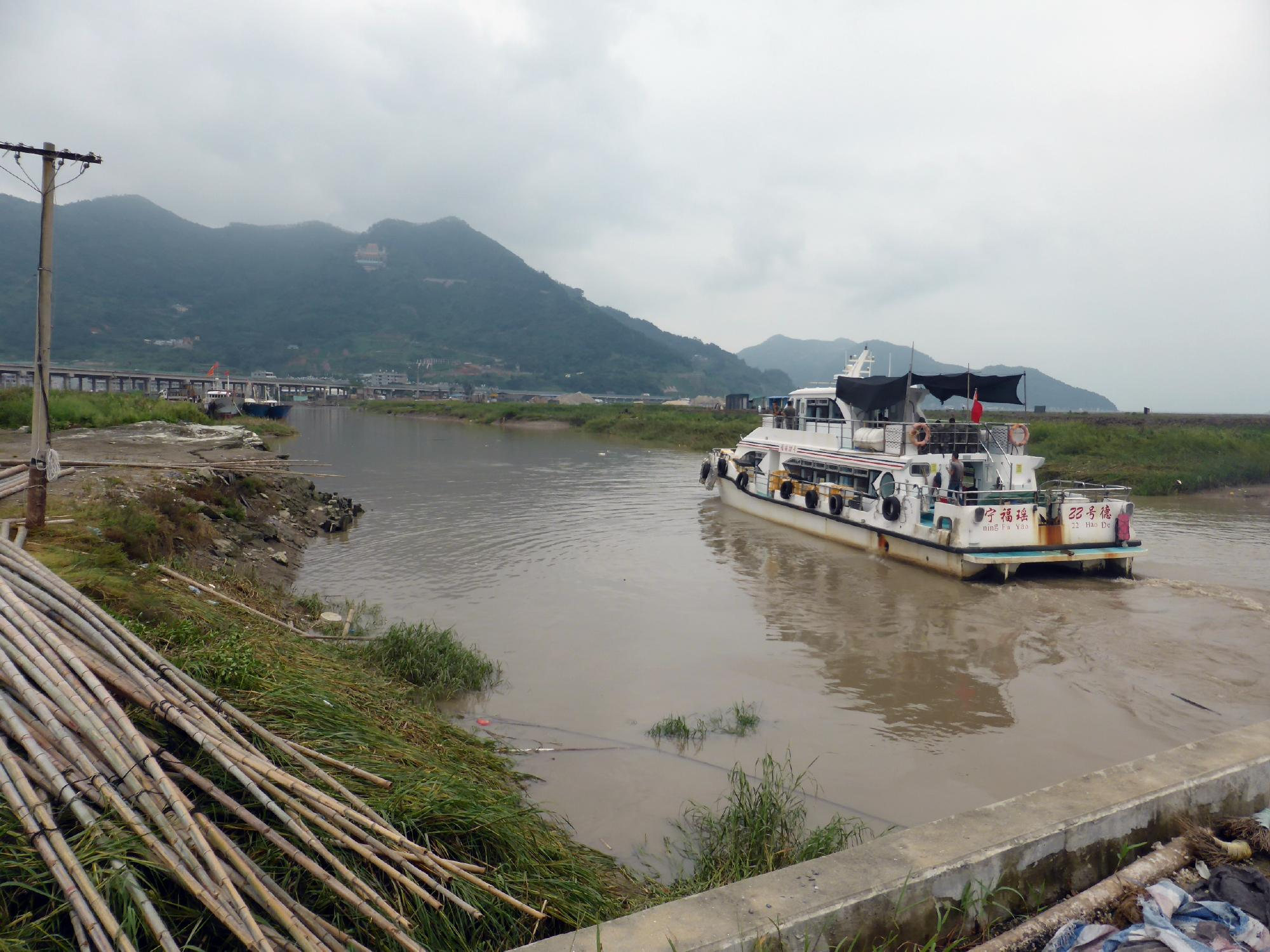
福建省寧徳市霞浦県にある后港村から出航する定期船

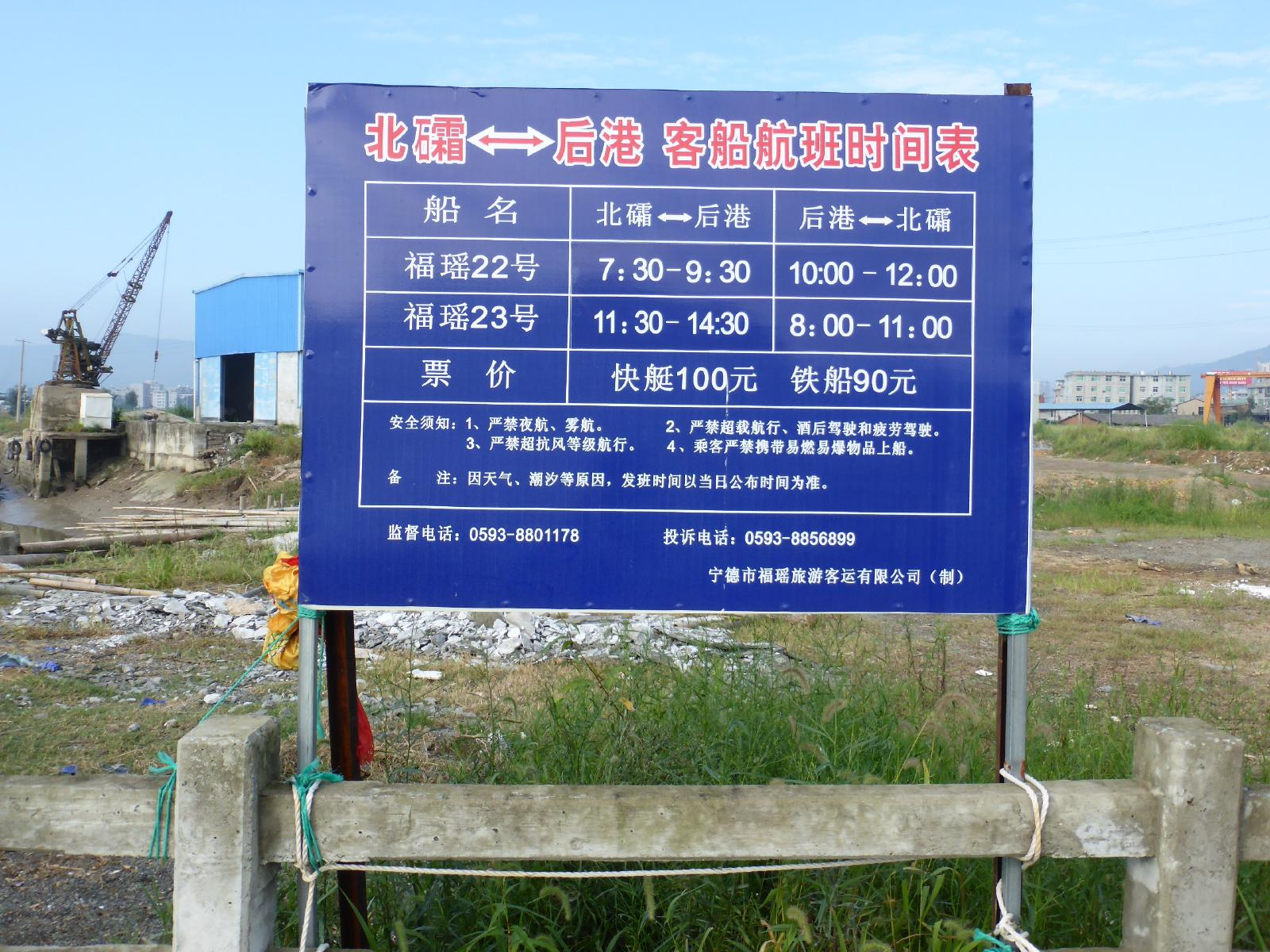
福建省寧徳市霞浦県にある后港と四礵列島の定期船時刻表

四礵列島(しそうれっとう)は、福建省寧徳市霞浦県に属しており、北緯26度38分～43分、東経120度18分～23分に位置する島嶼である。
同列島は東シナ海上にあり、北礵島（北緯26度42分1.9秒 東経120度21分26.2秒 / 北緯26.700528度 東経120.357278度）、南礵島（北緯26度38分30.8秒 東経120度21分35.3秒 / 北緯26.641889度 東経120.359806度）、東礵島（北緯26度40分54秒 東経120度22分59秒 / 北緯26.68167度 東経120.38306度）、西礵島（北緯26度39分1.1秒 東経120度19分33.4秒 / 北緯26.650306度 東経120.325944度）、及びいくつかの岩礁がある。
主島は北礵島である。

## 概要
古地図には里麻山や霜山、戦前の日本では北桑列島の記述で登場。四礵列島は四霜列島とも呼ばれている。年平均気温は17.6度、年間降水量は1080mm。総人口は2,390人で島民の多くは漁業で生計をたてている。

## 交通
最寄駅は霞浦駅。寧徳市霞浦県后港村からフェリーでいく。